# 升天站
升天站（法語：Station Assomption）位於加拿大魁北克省蒙特利爾，服務附近的居民。

## 外部連結
- （法文）（英文）蒙特利爾交通局：升天站（页面存档备份，存于）（英文）（页面存档备份，存于）
- （法文）（英文）：升天站（页面存档备份，存于）（英文）（页面存档备份，存于），含有升天站的資訊、歷史、車站結構與藝術品資料。